# Makrygiannió (Réthymnon)
Makrygiannió (en grec moderne : Μακρυγιαννιό), ou Makrygiánni (Μακρυγιάννι), est un village du dème de Mylopótamos, en Crète, en Grèce. Selon le recensement de 2011, la population de Makrygiannió compte 27 habitants. Il est situé à une altitude de 321 m et à une distance de 45 km de Réthymnon.